# East Dunseith
East Dunseith è un census-designated place (CDP) degli Stati Uniti d'America della contea di Rolette nello Stato del Dakota del Nord. La popolazione era di 500 abitanti al censimento del 2010.

## Geografia fisica
East Dunseith è situata a 48°51′38″N 100°01′04″W (48.860501, -100.017869).
Secondo lo United States Census Bureau, la città ha una superficie totale di 13,48 km², dei quali 13,28 km² di territorio e 0,2 km² di acque interne (1,52% del totale).

## Società

### Evoluzione demografica
Secondo il censimento del 2010, la popolazione era di 500 abitanti.

### Etnie e minoranze straniere
Secondo il censimento del 2010, la composizione etnica del CDP era formata dall'1% di bianchi, lo 0,2% di afroamericani, il 98,6% di nativi americani, lo 0% di asiatici, lo 0% di oceanici, lo 0,2% di altre razze, e lo 0% di due o più etnie. Ispanici o latinos di qualunque razza erano l'1,6% della popolazione.